# Liste de peintures de Federico Barocci
Cette page non exhaustive fournit une liste chronologique de tableaux du peintre Federico Barocci, Federico Fiori dit Federico Fiori da Urbino  ou Federico Barocci (le Baroche en français), né vers 1535 à Urbino dans la Région des Marches italiennes, où il est mort le 30 septembre 1612, est un peintre maniériste et graveur italien du XVIe siècle et du début du XVIIe siècle, l'un des précurseurs du baroque.

## Œuvres
| N° | Image | Titre                                                                        | Année                           | Technique                 | Dimensions | Musée                         | Ville      |
| -- | ----- | ---------------------------------------------------------------------------- | ------------------------------- | ------------------------- | ---------- | ----------------------------- | ---------- |
| 1  |       | Saint Jérôme                                                                 | 1535                            | huile sur toile           | 97x67cm    | Galerie Borghese              | Rome       |
|    |       | Autoportrait                                                                 | env.1560                        | huile sur toile et papier | 33x25cm    | Musée des Offices             | Florence   |
|    |       | Plafond de la Salle de la Conversation Sacrée - Casino de Pie IV - Villa Pia | entre 1561 et 1563              | fresques                  |            | Villa Pia                     | Vatican    |
|    |       | Madone de saint Jean                                                         | 1564-65                         | huile sur toile           | 127x111cm  | Galerie Nationale des Marches | Urbino     |
|    |       | Madone de saint Simon                                                        | env.1567                        | huile sur toile           | 281x190cm  | Galerie Nationale des Marches | Urbino     |
| 2  |       | Portrait de jeune fille                                                      | 1570-75                         | huile sur papier          | 45x33cm    | Musée des Offices             | Florence   |
| 3  |       | Portrait de Francesco II della Rovere                                        | 1572                            | huile sur toile           | 113x93cm   | Musée des Offices             | Florence   |
| 4  |       | Repos pendant la fuite en Égypte                                             | 1573                            | huile sur toile           | 133x110cm  | Musées du Vatican             | Rome       |
| 5  |       | Sainte Famille au chat                                                       | 1574-77                         | huile sur toile           | 112x102cm  | Musée Condé                   | Chantilly  |
| 6  |       | La Madone au chat                                                            | env.1575                        | huile sur toile           | 113x93cm   | National Gallery              | Londres    |
| 7  |       | Sainte Vierge du peuple                                                      | 1575-79                         | huile sur toile           | 359x252cm  | Musée des Offices             | Florence   |
| 8  |       | Annonciation                                                                 | 1582-84                         | huile sur toile           |            | Musées du Vatican             | Rome       |
|    |       | L'Annonciation                                                               | 1584                            |                           |            | Musée des Beaux-Arts          | Nancy      |
| 9  |       | Annonciation                                                                 | après 1584 (entre 1592 et 1596) | huile sur toile           |            | Santa Maria degli Angeli      | Assise     |
| 10 |       | Noli me tangere                                                              | 1590                            | huile sur toile           | 122x91cm   | Musée des Offices             | Florence   |
| 11 |       | La Circoncision                                                              | 1590                            | huile sur toile           | 374x252cm  | Musée du Louvre               | Paris      |
|    |       | François d'Assise recevant les stigmates                                     | 1594-95                         | huile sur toile           | 353x248cm  | Galerie Nationale des Marches | Urbino     |
| 12 |       | Nativité                                                                     | 1597                            | huile sur toile           | 134x105cm  | Musée du Prado                | Madrid     |
| 13 |       | Énée fuyant Troie                                                            | 1598                            | huile sur toile           | 179x253cm  | Galerie Borghese              | Rome       |
|    |       | La Cène                                                                      | entre 1592 et 1599              | huile sur toile           | 299x322cm  | Duomo                         | Urbino     |
| 14 |       | Portrait d'Ippolito della Rovere                                             | 1599                            | huile sur toile           | 106x88     | Musée des Offices             | Florence   |
| 14 |       | Autoportrait                                                                 | env.1600                        | huile sur toile           | 119x83cm   | Musée des Offices             | Florence   |
| 15 |       | Tête de Christ (étude pour la déploration du Christ)                         | env.1600                        | huile sur toile           | -          | Bonnefanten Museum            | Maastricht |
|    |       | La Déploration du Christ                                                     | env.1600                        | huile sur toile           |            | Collections communales d'Art  | Bologne    |
|    |       | Portrait de gentilhomme                                                      | 1602 (?)                        | huile sur toile           | 118x95cm   | Ambassade d'Italie            | Londres    |
|    |       | Assomption                                                                   | entre 1600 et 1612              | huile sur toile           | 241x171cm  | Galerie Nationale des Marches | Urbino     |